# Agujero de araña

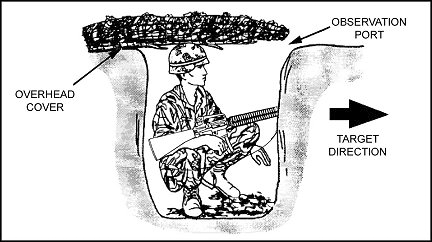
Diagrama del agujero de araña.

Un agujero de araña (en inglés, spider hole) es la jerga militar que define a una trinchera camuflada de un solo hombre, usado para la observación. Un agujero de araña es típicamente un agujero redondo y protegido con la profundidad de un hombre promedio metido en él hasta el hombro, a menudo cubierta por una tapa camuflada, en el que un soldado puede ponerse de pie y disparar un arma. Un agujero de araña se diferencia de una trinchera en que mientras la primera es para ocultarse y generar un efecto sorpresa, la segunda es para cubrirse y mantener la defensiva.
El término se entiende generalmente como una alusión a la madriguera de los ctenízidos que sirven como trampa. Según el historiador del Cuerpo de Marines de los Estados Unidos, el mayor Chuck Melson, el término se originó en la Guerra de Secesión, cuando se necesitaba una trinchera excavada a toda prisa. Los agujeros de araña se utilizaron durante la Segunda Guerra Mundial por las fuerzas japonesas en muchos campos de diversas batallas del Pacífico, incluyendo la de Leyte en las Filipinas y en Iwo Jima. Los llamaban "potes de pulpo" (たこつぼ takotsubo?), por la semejanza imaginaria de los potes que se utilizan para atrapar pulpos en Japón. Los agujeros de araña también fueron utilizados por los combatientes comunistas vietnamitas durante la guerra de Vietnam.
El columnista estadounidense William Safire reivindica en la edición del 15 de diciembre de 2003 del New York Times que el término se originó en la guerra de Vietnam. Según Safire, una de las características de estos agujeros es que ellos llevaron a cabo un "bote de barro lo suficientemente grande como para contener a un hombre en cuclillas". Si el bote se rompía, el soldado era expuesto a los ataques de serpientes o arañas, de ahí el nombre de "agujero de la araña".
El 13 de diciembre de 2003, durante la guerra de Irak, las fuerzas estadounidenses en la Operación Amanecer Rojo capturaron al presidente iraquí Saddam Hussein escondido en lo que se caracterizó como un "agujero de araña", en una granja cerca de su ciudad natal de Tikrit.